# Moisés Dallazen
Moisés Francisco Dallazen (Aratiba, 9 de agosto de 1990), conhecido por Moisés, é um futebolista brasileiro que joga como Volante e lateral-direito. Atualmente defende o Marcílio Dias.

## Carreira
Natural de Aratiba, Moisés iniciou a carreira nas categorias de base do Juventude. Recebeu sua primeira chance no time principal do clube em 2011. Fez parte do grupo que foi campeão da Copa FGF daquele ano. Em janeiro de 2012, ele foi emprestado ao Canoas para ganhar experiência, onde permaneceu até que o fim do Campeonato Gaúcho. No segundo semestre do mesmo ano, ele foi emprestado novamente, desta vez para o Brasil de Pelotas. Participou da Copa FGF daquele ano,sendo um dos destaques da equipe que chegou a final do campeonato e enfrentou justamente o Juventude. No entanto, não pode atuar na final pela força de contrato onde o Juventude sagrou-se campeão. Após o término do empréstimo ao Brasil de Pelotas ele voltou para a Juventude. Em 2013, ele se destacou na disputa do Campeonato Gaúcho, o que acabou atraindo a atenção do Grêmio, que meses antes já havia contratado outros jogadores do Juventude. Foi contratado pelo Grêmio em maio de 2013. Moisés chegou ao Grêmio como uma promessa para a lateral-direito, tendo feito a sua estreia no dia 6 de julho, num empate de 1 a 1 contra o Atlético Paranaense em partida válida pelo Campeonato Brasileiro. No entanto, recebeu poucas oportunidades em 2013 e início de 2014, tendo jogado apenas sete partidas em todas as competições. Em julho de 2014, ele foi emprestado ao Goiás até o final do ano. Ele fez sua estréia pelo clube no dia 27 de julho, na vitória por 2 a 1 sobre o São Paulo, também em partida válida pelo Campeonato Brasileiro. Em 2015 atuará pelo Santa Cruz emprestado pelo Grêmio.

## Títulos
Juventude
- Copa FGF: 2011

Santa Cruz
- Campeonato Pernambucano : 2015

Cuiabá
- Copa Verde: 2019